# Hinnensee
Der Hinnensee liegt im Landkreis Mecklenburgische Seenplatte in Südostmecklenburg auf dem Gemeindegebiet Wokuhl-Dabelow. Im Südwesten, an der etwa 50 Meter schmalen und zwei Meter tiefen Seeenge zum Großen Fürstenseer See, grenzt er an das Stadtgebiet Neustrelitz. Er hat eine ungefähre Länge von 1500 Metern und eine ungefähre Breite von 500 Metern. Das Seeufer ist komplett bewaldet und sehr hügelig. Am steilen Nordostufer des Sees erreichen die Anhöhen über 100 Meter ü. NHN.

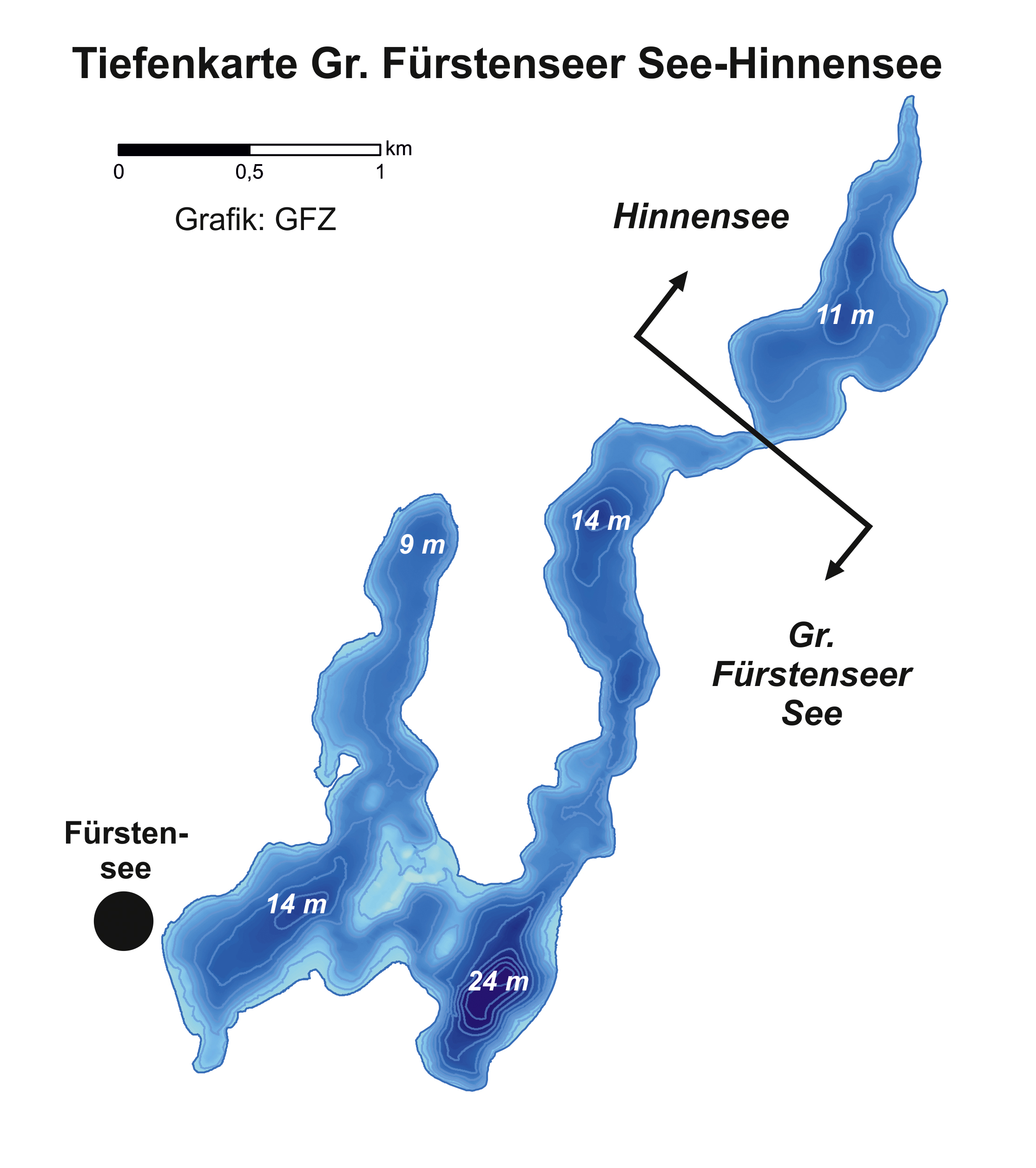
Tiefenkarte
Graphik: GFZ

## Unterwasservegetation
Der Nährstoffgehalt des Wassers und die Konzentration des Planktons sind entscheidend für die Klarheit des Sees und somit auch das Artenspektrum seiner Unterwasserpflanzen.
Von besonderer Bedeutung ist das großflächige Vorkommen von Armleuchteralgen (Characeen) im See. Diese Algen kommen vor allem in kalkreichen, nährstoffarmen Gewässern vor. Während im Großen Fürstenseer See bis 20 Arten vorkommen (untere Makrophytengrenze bei 9 m) finden sich im Hinnensee (untere Makrophytengrenze bei 6 Meter) nur fünf Arten. 